# Curva a vasca da bagno

La curva "a vasca da bagno" in funzione del tasso di guasto

La curva a vasca da bagno rappresenta in modo qualitativo l'andamento del tasso di guasto durante la vita fisica di un sistema complesso.

## Descrizione
La curva a vasca da bagno (bathtub curve) fu presentata per la prima volta nel 1971 a Wiesbaden durante il primo congresso EFNMS.
Furono individuate tre aree singolari della curva: l'area dei guasti precoci (o mortalità infantile, dove il tasso di guasto è decrescente con il tempo), l'area della vita fisica (dove il tasso di guasto si mantiene costante rispetto al tempo), e l'area delle usure generalizzate (o wear out, dove il tasso di guasto diviene crescente molto rapidamente proprio a causa delle usure).
La conoscenza di questo schema, anche se di natura qualitativa, è di fondamentale importanza nella valutazione economica delle politiche di manutenzione.
Si osserva che l'andamento del tasso di guasto qui evidenziato, è riferito a sistemi complessi, ossia sistemi composti da numerosi componenti, ciascuno obbediente a proprie leggi di guasto, la cui combinazione dà appunto la curva a vasca da bagno. Nel caso invece di componenti dove solo in minima parte si trovano andamenti del tasso di guasto simili a quello evidenziato, non si possono trarre le medesime conclusioni. I sistemi più semplici non seguono quindi questo andamento.